# The Challengers
The Challengers waren eine US-amerikanische Surf-Rock-Band, die sich 1962 in der Besetzung Jim Roberts (Klavier), Don Smoker alias Don Landis (E-Gitarre), Glenn Grey (E-Gitarre), Randy Nauert (E-Bass), Richard Delvy alias Richard Delvecchio (Schlagzeug) und Nick Hefner (Saxophon) in Los Angeles, Kalifornien formierte und die aus der Band The Belairs hervorgegangen ist. Das Debütalbum der Challengers, Surfbeat, gehört zu den am besten verkauften Alben der Surf-Ära.

## Geschichte
Nachdem Delvy und Roberts Ende 1961 die Belairs verlassen hatten, gründeten sie die Band The Challengers. Im Tonstudio World Pacific Studio in Los Angeles wurden in dreieinhalb Stunden die Aufnahmen für ihr Debütalbum gemacht. Das Plattenlabel Vault Records übernahm die Veröffentlichung von Surfbeat, und kurz nach dem Erscheinen des Albums im Januar 1963 stieg es in die US-Charts Billboard Hot 100 ein. Das Album beinhaltet unter anderem Stücke von Interpreten mit einem großen Einfluss auf den Surf Rock wie beispielsweise The Fireballs und Duane Eddy.
Nach dem Erfolg des ersten Albums wurden weitere Singles wie Torquay/Bulldog und Moon Dawg/Tidal Wave veröffentlicht. Im Februar 1963 nahmen sie unter anderem mit The Mar-Kets, The Lively Ones und The Avantis am Battle of the Bands in Los Angeles teil. Die Radio-Station KFWB veröffentlichte zusammen mit Del-Fi Records das Album Battle of the Surfing Bands, das den Titel Ramrod der Challengers beinhaltet. Konzerte und Auftritte im Fernsehen, zum Beispiel in der Show Celebrity Party zusammen mit Dick Dale & The Del-Tones, erhöhten die Popularität der Challengers. 
Bei den Aufnahmen zum Album On the Move verließen Hefner, Grey und Landis die Band und wurden durch Phil Pruden, Art Fisher und Eddie Fournier ersetzt. Im Jahr 1964 erschien das Album K-39 mit dem wohl bekanntesten gleichnamigen Titellied der Challengers. Die Band veröffentlichte nun jährlich mehrere Alben und hatte ihre eigene TV-Show, Surf’s Up. Der Zeichner Rick Griffin gestaltete mehrere Plattencover der Band. 
Mit der British Invasion Mitte der 1960er-Jahre änderten auch die Challengers ihren Stil, wie zum Beispiel der eher Pop-orientierte Song Kicks von Paul Revere & The Raiders dokumentiert. Wie viele andere Surf-Rock-Bands hatten sich auch die Challengers bis 1966 aufgelöst.

## Diskografie

### Singles
- 1962: Torquay/Bulldog
- 1962: Moon Dawg/Tidal Wave
- 1963: Footapper/On the Move
- 1964: Hot Rod Hootenanny/Maybellene
- 1964: Hot Rod Show/K-39
- 1965: Channel 9/Can’t Seem to Get Over You
- 1965: Mr Moto ’65/Chieflado
- 1966: Pipline/Come Right Back to Me

### Alben
- 1962: Surf Beat
- 1963: Lloyd Thaxton Goes Surfing with The Challengers
- 1963: On the Move – Surfing Around the World
- 1964: K-39
- 1965: Go Sidewalk Surfing!
- 1965: The Man from U.N.C.L.E.
- 1965: At the Teenage Fair
- 1966: California Kicks
- 1994: New Wave
- 1995: Tidal Wave! (Rarities)

### Beiträge zu Kompilationen
- 1982: Bustin’ Surfboards
- 1994: Killer Surf
- 1995: KFWB’s Battle of the Surfing Bands
- 1995: Tidal Wave!
- 1996: Cowabunga! Surf-Box
- 1996: Let’s Go Trippin’
- 1996: Surf Crazy
- 1997: The World of Surf Music
- 1998: Surf! Sand! Sun!
- 2003: Lost Legends of Surf Guitar – Vol. 03
- 2003: TelstarMania
- 2005: Instrumental Sixties EP Collection – Magic Records Box